# Ochthoeca fumicolor
Az Ochthoeca fumicolor a madarak osztályának a verébalakúak (Passeriformes) rendjébe és a királygébicsfélék (Tyrannidae) családjába tartozó faj.

## Rendszerezése
A fajt Philip Lutley Sclater angol ornitológus írta le 1837-ben.

## Alfajai
- Ochthoeca fumicolor berlepschi Hellmayr, 1914
- Ochthoeca fumicolor brunneifrons Berlepsch & Stolzmann, 1896
- Ochthoeca fumicolor ferruginea Zimmer, 1937
- Ochthoeca fumicolor fumicolor P. L. Sclater, 1856
- Ochthoeca fumicolor superciliosa P. L. Sclater & Salvin, 1871[2]

## Előfordulása
Bolívia, Kolumbia, Ecuador, Peru és Venezuela területén honos. A természetes élőhelye szubtrópusi és trópusi hegyi esőerdők, magaslati legelők és cserjések, valamint erősen leromlott egykori erdők. Állandó, nem vonuló faj.

## Megjelenése
Testhosszúsága 14,5–16 centiméter, testtömege 16–19 gramm.
|  |

## Életmódja
Rovarokkal táplálkozik.

## Természetvédelmi helyzete
Az elterjedési területe rendkívül nagy, egyedszáma pedig stabil. A Természetvédelmi Világszövetség Vörös listáján nem fenyegetett fajként szerepel.